# Eo biển Beagle
Eo biển Beagle (tiếng Tây Ban Nha: Canal del Beagle; Yahgan: Onašaga) là một eo biển tại quần đảo Tierra del Fuego, gần điểm cực nam của Nam Mỹ giữa Chile và Argentina. Eo biển này phân tách đảo chính Isla Grande de Tierra del Fuego với các đảo nhỏ như Picton, Lennox và Nueva; Navarino; Hoste; Londonderry. Phần phía đông của eo biển tạo thành biên giới giữa Chile và Argentina còn phần phía tây hoàn toàn nằm trong Chile.
Eo biển Beagle cùng với eo biển Magellan ở phía bắc, và eo biển Drake rộng mở ở phía nam là ba tuyến hàng hải vòng qua Nam Mỹ giữa Thái Bình Dương và Đại Tây Dương. Hầu hết tàu thương mại sử dụng tuyến Drake ngoài đại dương.
Eo biển Beagle dài khoảng 240 kilômét (130 nmi; 150 mi) và rộng 5 kilômét (3 nmi; 3 mi) ở nơi hẹp nhất. Vùng nước này kéo dài từ đảo Nueva ở phía đông đến eo biển Darwin và vịnh Cook tại Thái Bình Dương ở phía tây. Cách đoạn cuối phía tây khoảng 50 kilômét (27 nmi; 31 mi), eo biển phân thành hai nhánh ở phía bắc và phía nam của đảo Gordon. Nhánh tây nam nằm giữa đảo Hoste và đảo Gordon tiến vào vịnh Cook. Nhánh tây bắc giữa đảo Gordon và Isla Grande tiến vào eo biển Darwin, nối với Thái Bình Dương qua các eo biển O'Brien và Ballenero. Khu dân cư lớn nhất ven eo biển là Ushuaia thuộc Argentina, tiếp theo là Puerto Williams thuộc Chile, nằm trong nhóm các khu dân cư cực nam của thế giới.
Theo một thần thoại của người Selk'nam, eo biển được tạo ra cùng với eo biển Magellan và hồ Fagnano tại những nơi ná bắn đá rơi xuống trái đất trong cuộc chiến của Taiyín với một phù thủy được kể là "chiếm giữ nước và thức ăn".

## Hàng hải
Mặc dù các tàu lớn có thể đi lại trên eo biển, nhưng sẽ an toàn hơn nếu sử dụng vùng biển phía nam (eo biển Drake) và phía bắc (eo biển Magellan). Theo Hiệp ước Hòa bình và Hữu nghị năm 1984 giữa Chile và Argentina, tàu của các quốc gia khác đi lại với một hoa tiêu người Chile giữa eo biển Magellan và Ushuaia thông qua eo biển Magdalena và eo biển Cockburn đến Thái Bình Dương, sau đó theo eo biển Ballenero, eo biển O'Brien và nhánh tây bắc của eo biển Beagle.

## Các đảo
Eo biển Beagle nằm giữa các đảo có diện tích lớn hơn nhiều; ở phía bắc là Isla Grande de Tierra del Fuego của Argentina-Chile, ở phía nam là Hoste, Navarino, và Picton và Nueva, được Argentina tuyên bố chủ quyền cho đến năm 1984. Hai đảo sau nằm ở lối vào phía đông của hai quốc gia trong khi lối vào phía tây hoàn toàn bên trong Chile. Lối vào phía tây của eo biển Beagle được đảo Gordon chia thành hai eo biển. Một số đảo nhỏ tồn tại bên trong eo biển, trong đó có đảo Snipe và đảo Gable. Ngoại trừ phía đông Isla Grande de Tierra del Fuego và đảo Gable, tất cả các đảo được đề cập ở đây đều thuộc Chile.

## Lịch sử

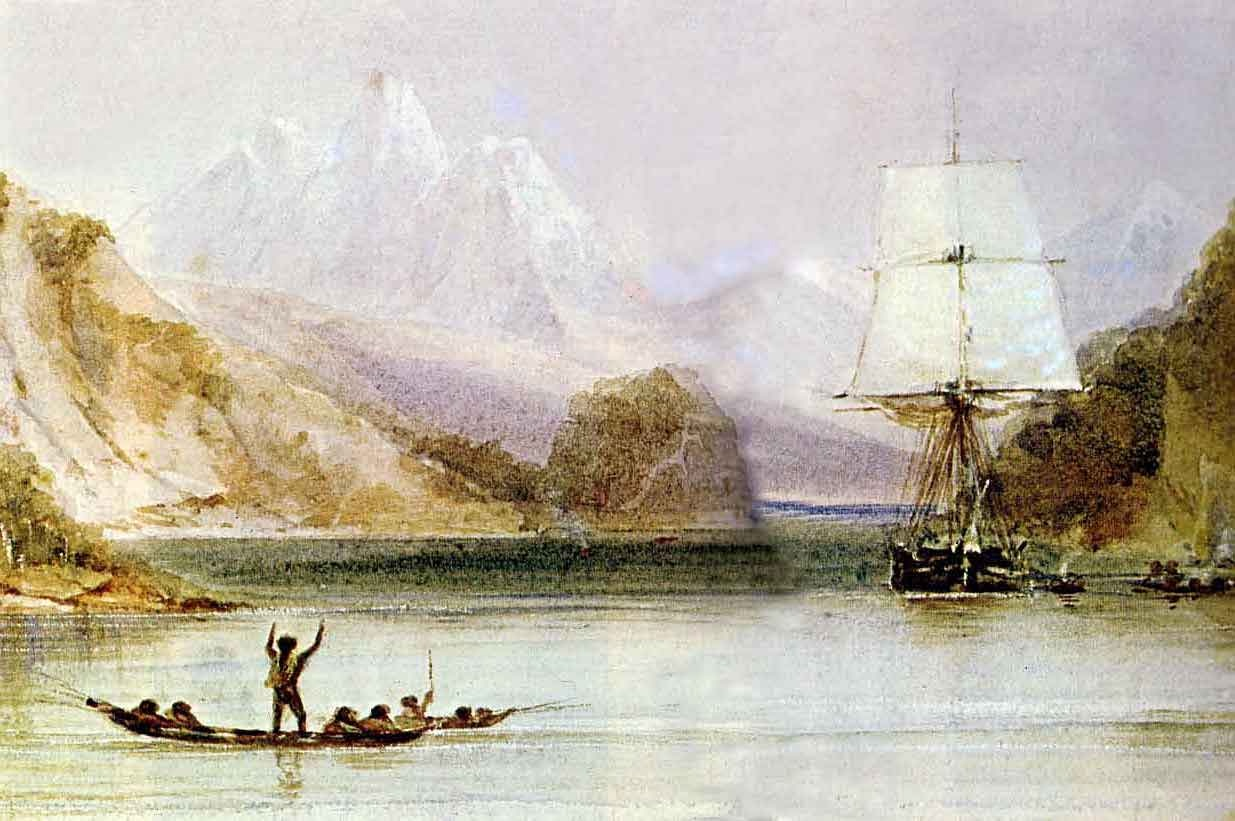
HMS Beagle tại eo biển Ponsonby thuộc eo biển Beagle, của họa sĩ trên tàu Conrad Martens.

Dân tộc Yaghan định cư trên các hòn đảo dọc theo eo biển Murray khoảng 10.000 năm trước. Có những địa điểm khảo cổ đáng chú ý cho thấy có các khu định cư Yaghan sớm như vậy tại các địa điểm như Bahia Wulaia trên đảo Navarino, địa điểm các bãi thải hình vòm Bahia Wulaia.
Eo biển được đặt theo tên của tàu HMS Beagle trong chuyến khảo sát thủy văn đầu tiên của nó về bờ biển phía nam của Nam Mỹ, kéo dài từ năm 1826 đến năm 1830. Trong chuyến thám hiểm đó, dưới sự chỉ huy chung của Chỉ huy Phillip Parker King, thuyền trưởng của Beagle là Pringle Stokes tự sát và được thay thế bởi Robert FitzRoy. Con tàu tiếp tục cuộc khảo sát trong chuyến hành trình thứ hai dưới sự chỉ huy của thuyền trưởng FitzRoy, ông đưa Charles Darwin đi cùng, tạo cơ hội cho một nhà tự nhiên học nghiệp dư. Darwin lần đầu tiên nhìn thấy sông băng khi họ đến eo biển này vào ngày 29 tháng 1 năm 1833, và viết trong sổ ghi chép thực địa của mình "Khó có thể tưởng tượng được thứ gì đẹp hơn màu xanh giống như beryl của những sông băng này, và đặc biệt là tương phản với màu trắng chết chóc của dải tuyết phía trên."
Một số đảo nhỏ (Picton, Lennox và Nueva) cho đến Cape Horn là chủ đề của cuộc xung đột Beagle kéo dài giữa Chile và Argentina; theo các điều khoản của Hiệp ước Hòa bình và Hữu nghị năm 1984 giữa Chile và Argentina, chúng hiện là một phần của Chile. Từ những năm 1950 đến 1970, một số sự cố liên quan đến hải quân Chile và Argentina đã xảy ra ở vùng biển của eo biển Beagle, ví dụ như sự cố Snipe năm 1958, sự cố Cruz del Sur năm 1967 và vụ pháo kích Quidora cùng năm.
Là một họa sĩ trên tàu, Conrad Martens đã vẽ và tạo ra những bức tranh màu nước vào năm 1833 và 1834 trong chuyến đi thứ hai của HMS Beagle ở Tierra del Fuego.

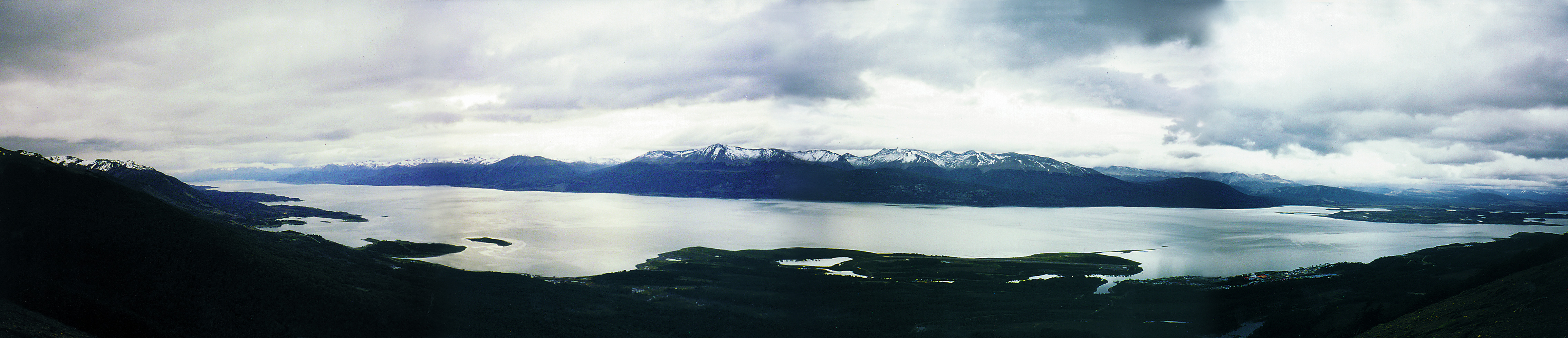
Eo biển Beagle nhìn từ phía trên Puerto Williams

## Động vật
Eo biển Beagle là một khu vực nổi tiếng để ngắm các loài cá heo đặc hữu, quý hiếm. Một số loài động vật hoang dã được nhìn thấy trong eo biển bao gồm sư tử biển Nam Mỹ, hải cẩu lông mao Nam Mỹ, cá heo Peale, cá heo sẫm màu, cá heo Commerson, cá heo Risso, cá heo Burmeister, cá heo bốn mắt, chim cánh cụt Magellan, chim cánh cụt Rockhopper phương Nam, Chloephaga picta, Chloephaga hybrida, Lophonetta specularioides, Phalacrocorax brasilianus, thần ưng Andes, chimango caracara, Haematopus leucopodus, Calidris bairdii, Sterna hirundinacea, Stercorarius chilensis, Pelecanoides magellani, và Pelecanoides urinatrix.

## Hình ảnh

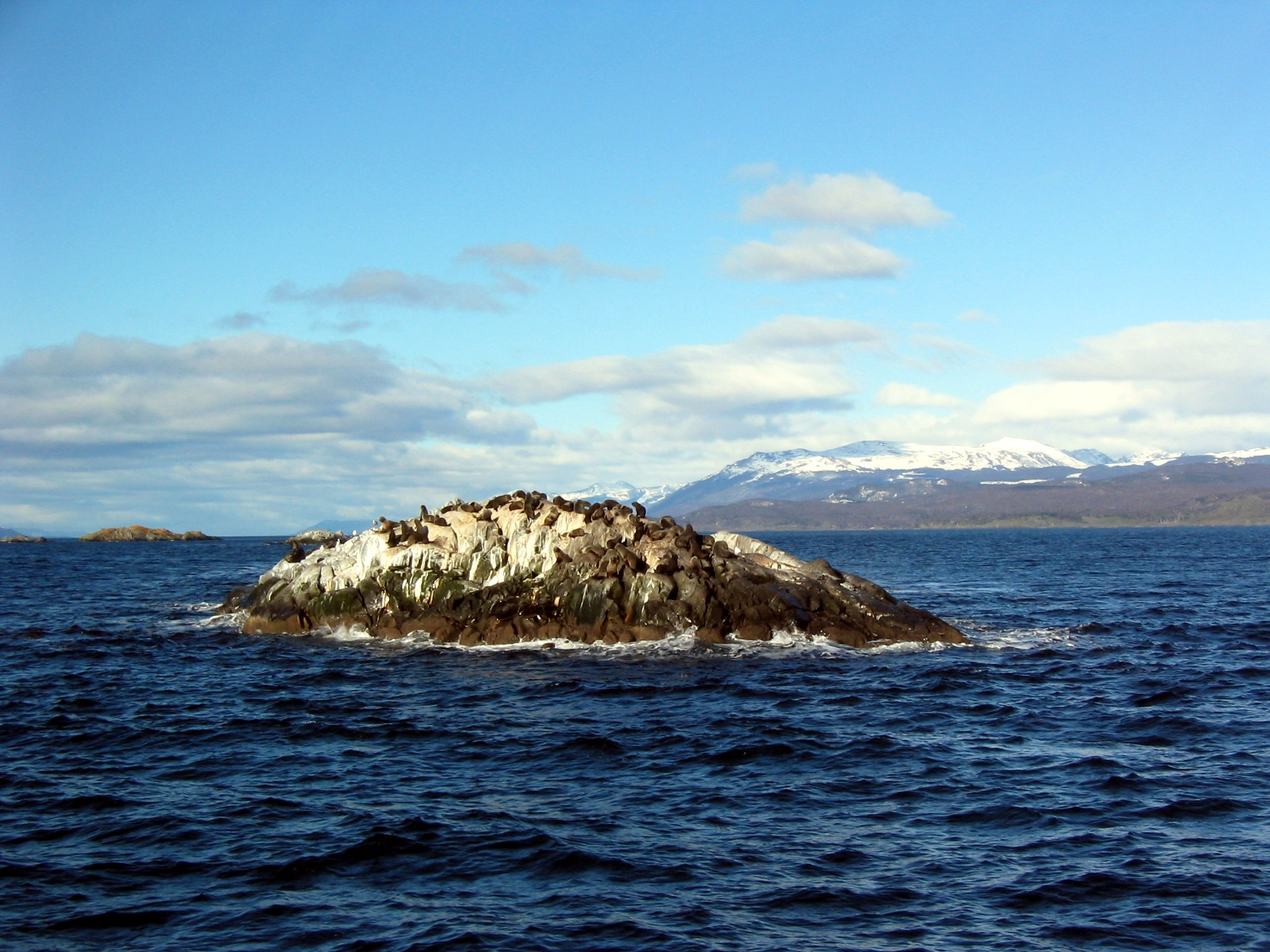
Đảo Sư tử biển hay La Isla de Los Lobos
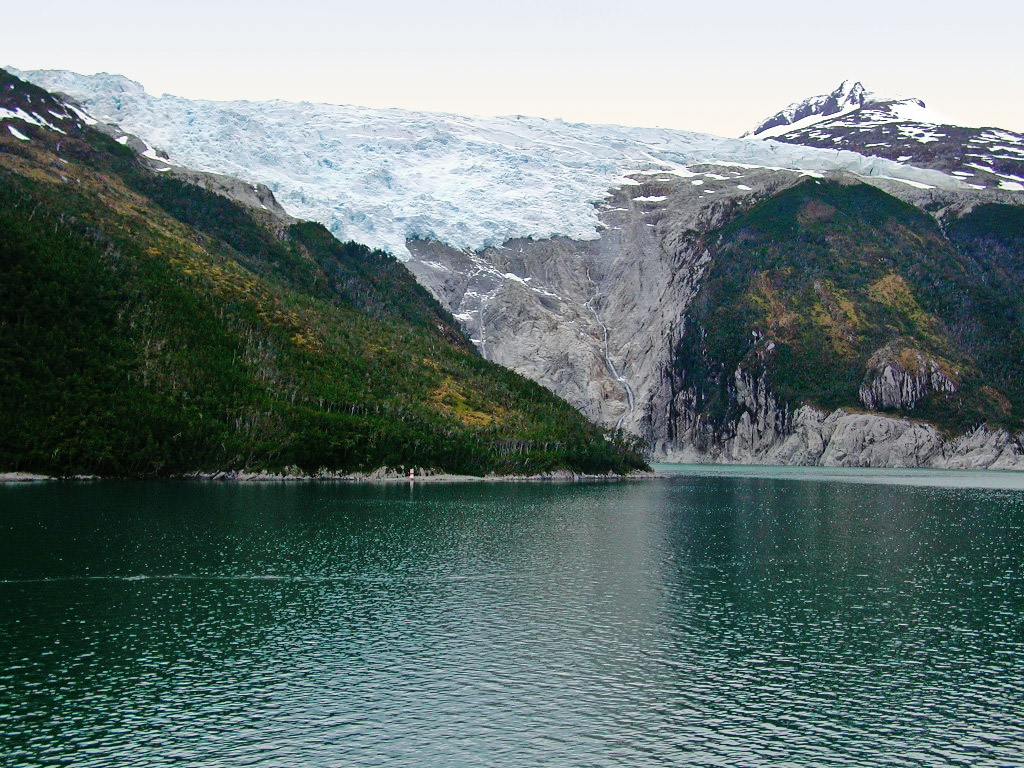
Sông băng Romanche trên bờ bắc của eo biển
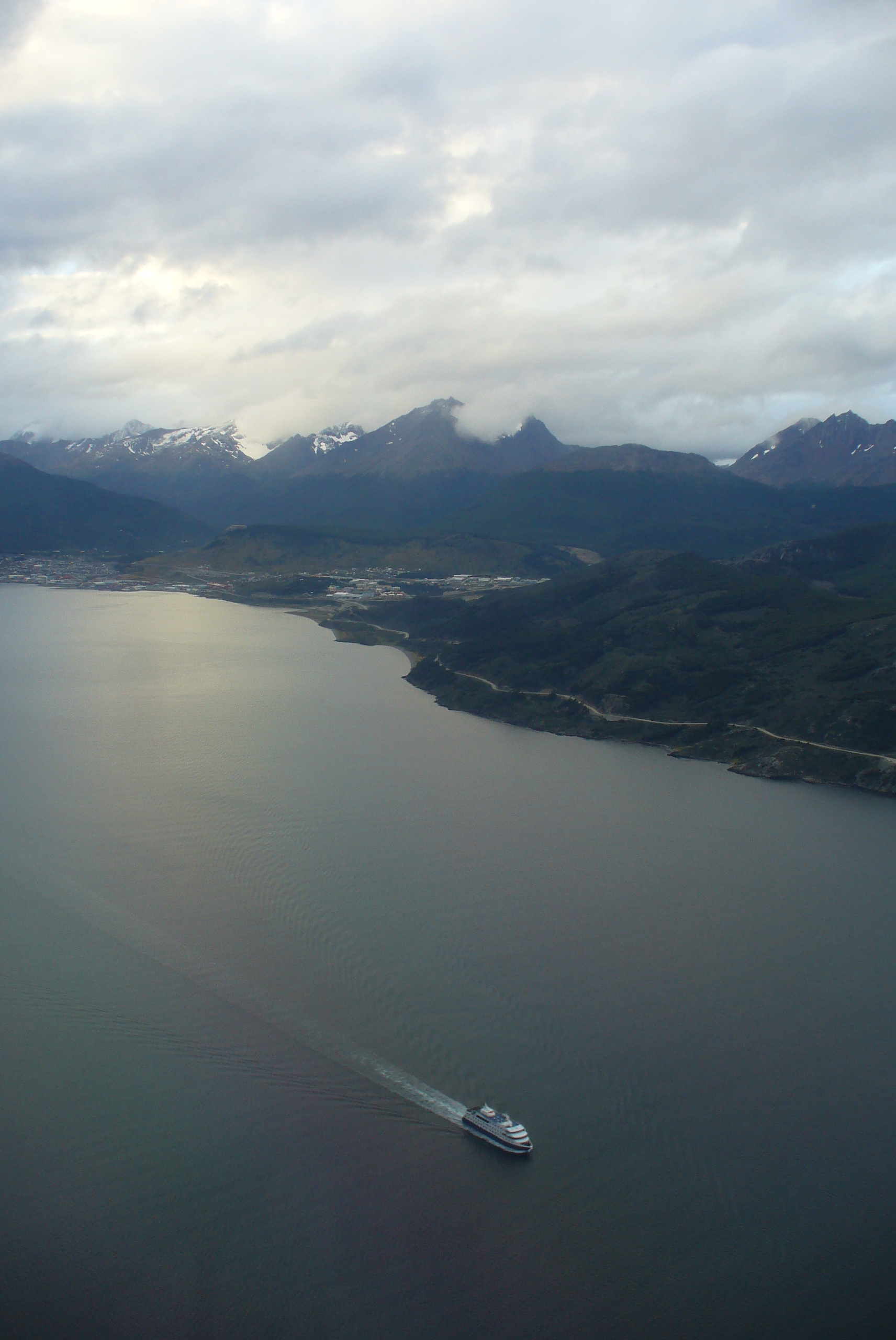
Beagle Channel, January 2006
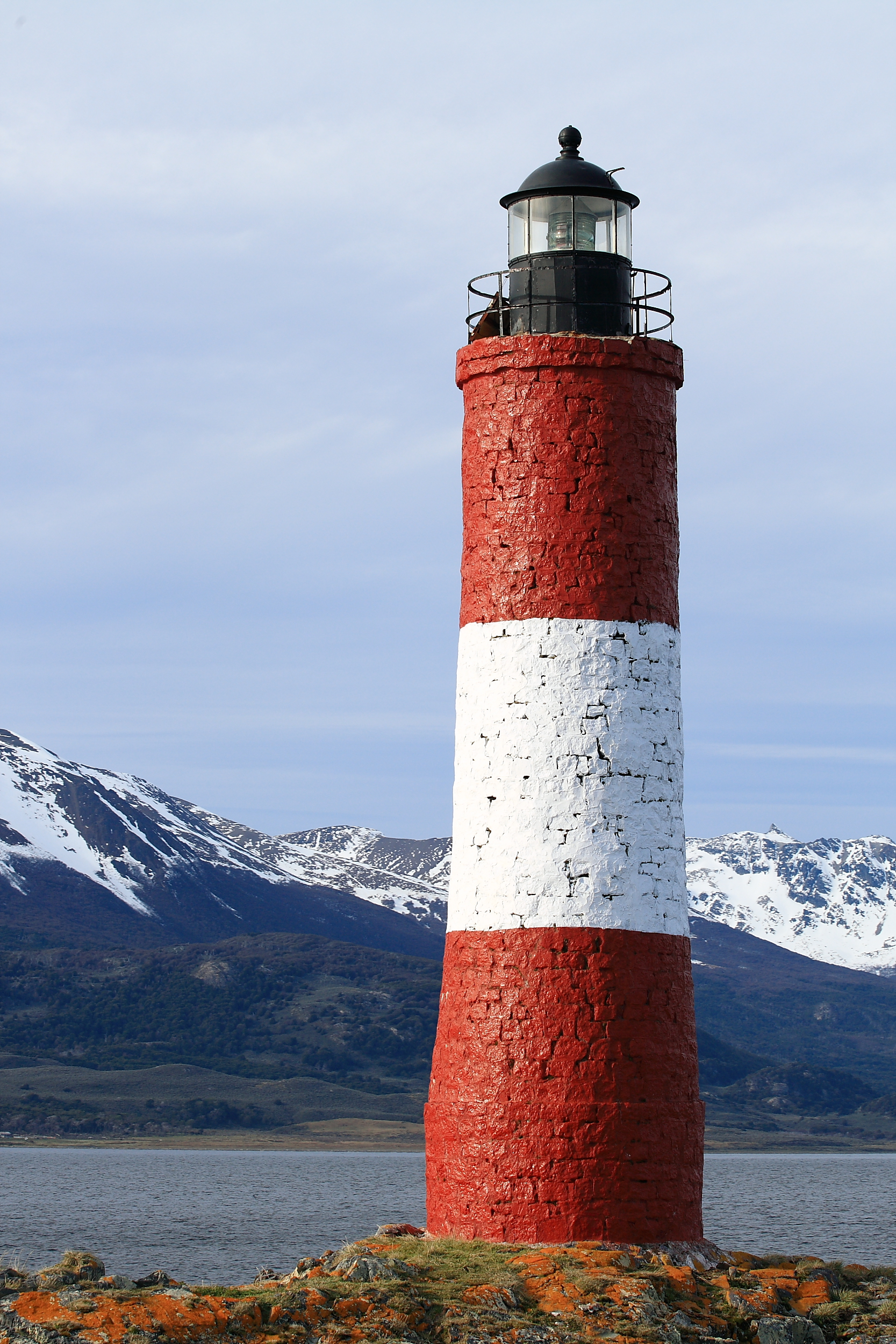
Quang cảnh ngọn hải đăng Les Eclaireurs, được gọi là tận cùng thế giới gần Ushuaia trên bờ bắc của eo biển